# Отрезы
Отрезы — деревня в Сосновском районе Тамбовской области. Входит в состав Верхнеярославского сельсовета.

## История
Деревня Отрезы (Отрез) появилась в конце XVIII в. — первой половине XIX в., поскольку на карте (план генерального межевания) 1790 г. деревни ещё нет, а на карте А. И. Менде 1862 г. она уже имеется.
В списках населённых мест Тамбовской губернии по сведениям 1862 г. именуется как сельцо Отрез при руч. Зеленом. В нём было 26 дворов с населением 235 человек (мужчин — 129, женщин — 106).
Располагался крахмальный завод.

## Население
В 1910 году было 54 домохозяйства, земли — 302 десятины.
В епархиальных сведениях 1911 года упоминается по церковному приходу села Верхней Ярославки. В Отрезах в то время числилось 45 крестьянских дворов с населением: мужского пола — 170, женского пола — 182 человека.
Однако данные из адрес-календаря Тамбовской губернии за тот же 1911 г. несколько отличаются: 45 дворов с населением 341 человек (мужчин — 170, женщин — 171). Надельной земли было 300 десятин, купленной 245 десятин 1355 саженей. Владение ею общинное.
В 1914 году население деревни составляло 400 человек (мужчин — 180, женщин — 220). Земли было 300 десятин. Имелась народная школа.
В 1926 г. в Отрезах насчитывалось 83 хозяйства с населением 432 человека (мужчин — 213, женщин — 219).
По спискам сельскохозяйственного налога на 1928-29 гг. было 75 хозяйств с населением 377 человек.
В 2010 году в деревне проживало 5 человек.
| 2010 |
| ---- |
| 5    |